# Lopare
Lopare (cyr. Лопаре) – miasto w Bośni i Hercegowinie, w Republice Serbskiej, siedziba gminy Lopare. W 2013 roku liczyło 2357 mieszkańców.